# Aulacocentrum confusum
Aulacocentrum confusum är en stekelart som beskrevs av He och Van Achterberg 1994. Aulacocentrum confusum ingår i släktet Aulacocentrum och familjen bracksteklar. Inga underarter finns listade.